# 좌파당 (노르웨이)
좌파당(노르웨이어: Venstre)은 노르웨이의 자유주의 정당이다.

## 역사
좌파당은 1884년 스웨덴과 동군연합을 형성하고 있던 노르웨이에 의원내각제를 실시할 지를 놓고 격론이 오가던 시기에 탄생하였다. 당시 노르웨이 의회에 있었던 의원들 중 의원내각제에 찬성하던 인사들은 1월 28일 좌파당을 창당하였고, 이에 반대하던 인사들은 우파당을 세워 맞섰다. 의원내각제가 실시됨에 따라 총선에서 승리한 정당이 총리를 배출할 수 있게 되면서 좌파당의 지도자 요한 스베르드루프는 총리직을 쥐게 되었다. 이후 좌파당은 동군연합이 해체되기까지 요하네스 스테엔, 오토 블레르, 크리스티안 미켈센 등을 총리로 배출하였으며, 평민 남성·여성 참정권과 동군연합 해체 등을 주장하며 우파당과 양당 구도를 형성하였다.
노르웨이가 스웨덴과의 연합을 해체한 후에도 좌파당은 여러 총리를 배출하며 권력을 유지하였다. 그러나 사회주의 성향의 노동당이 새롭게 등장하면서 좌익 정치 내 좌파당의 입지는 크게 약화되었으며, 노동당 외에도 정당 정치가 발전하면서 농민당과 기독교인민당 등이 나타남에 따라 좌파당의 득표수는 계속적으로 감소하였다. 좌파당은 1915년 총선 때 득표수, 1918년 총선 때 의석수를 끝으로 정당들 중 1위를 차지하지 못하고 있으며, 1933년부터 1935년까지 집권하였던 요한 루드비 모빙켈을 끝으로 총리를 배출하지 못하고 있다. 더불어 이 시기부터 좌파당은 노동당을 견제하기 위해 우파당 등 비사회주의 정당들과 협력하기 시작하였다.